# 井欄樹
井欄樹（英語：Tseng Lan Shue）是香港新界西貢區的一個地方，位於將軍澳西北、飛鵝山東南及大上托旁的清水灣道沿線一帶，處於九龍觀塘區四順及安達臣道以東，壁屋及白石窩以西。該處的主要聚居地為井欄樹村。1866年，「井欄樹」一名已於英國人出版的地圖中出現。井欄樹在六十年代被旅行者稱為「小夏威夷」。

## 井欄樹村
井欄樹村是坑口鄉轄下的一條村落，全盛時達二千多人。村民表示該村始建於清朝雍正年間，而村內現存的邱氏祠堂則顯示於清代道光九年（1829年）建立。井欄樹村的村名是因為「地形似井而樹木茂盛」而得來的。2011年12月中，該村舉辦三十年一次的井欄樹安龍清醮以祈求村運亨隆。村內村民有「邱」、「丘」兩個姓氏，但村民表示兩姓同出一源, 亦同屬<井溪邱雲龍堂>。

## 著名地點
- 井欄樹溪
- 衛奕信徑第三段終點及第四段起點
- 大牛湖（小夏威夷）

## 區議會議席分佈
井欄樹屬鄉村範圍，人口不多，所以往往加入壁屋、大埔仔而組合為坑口西選區，選出一名區議員。
| 年度/範圍      | 2000-2003  | 2004-2007  | 2008-2011  | 2012-2015  | 2016-2019  | 2020-2023  |
| -------------- | ---------- | ---------- | ---------- | ---------- | ---------- | ---------- |
| 井欄樹全部範圍 | 坑口西選區 | 坑口西選區 | 坑口西選區 | 坑口西選區 | 坑口西選區 | 坑口西選區 |